# BiFF
BiFF – polski zespół grający muzykę alternatywną, znany również jako Brachaczek i Fochmann.
W lutym 2010 roku zespół otrzymał siedem nominacji do nagrody polskiego przemysłu fonograficznego Fryderyka w kategoriach: nowa twarz fonografii, piosenka roku (Pies 1), klip roku (Pies 1, reż. Grzegorz Nowiński), produkcja muzyczna roku, wydawnictwo specjalne – najlepsza oprawa graficzna, kompozytor roku i autor roku za debiutancki album zatytułowany Ano.
Zespół otrzymał dwa Fryderyki w kategoriach nowa twarz fonografii i klip roku.

## Skład zespołu
W skład zespołu wchodzą:
- Ania Brachaczek – była basistka zespołu Los Trabantos, wokalistka Pogodno, grająca również na keyboardzie
- Hrabia Fochmann – były gitarzysta Pogodno
- Jarosław Kozłowski – były perkusista Pogodno, Mitch & Mitch
- Michał Pfeiff – były gitarzysta basowy Pogodno
- Piotr „Bojkot” Drążkiewicz – grający na instrumentach klawiszowych

## Dyskografia
Albumy
| Rok  | Tytuł                                                                       |
| ---- | --------------------------------------------------------------------------- |
| 2009 | Ano - Data: 25 września 2009 - Wydawca: Galapagos Music                     |
| 2013 | Attenzione Bambino - Data: 9 października 2013 - Wydawca: Mystic Production |
| 2018 | Legendy - Data: 31 sierpnia 2018 - Wydawca: Makumba Music                   |

Single
| 2008                           | Ślązak | 37 |
| 2009                           | Pies1  | 46 |
| 2009                           | Monday | 37 |
| „–” pozycja nie była notowana. |        |    |